# Pfarrkirche Oberrod (Liederbach)

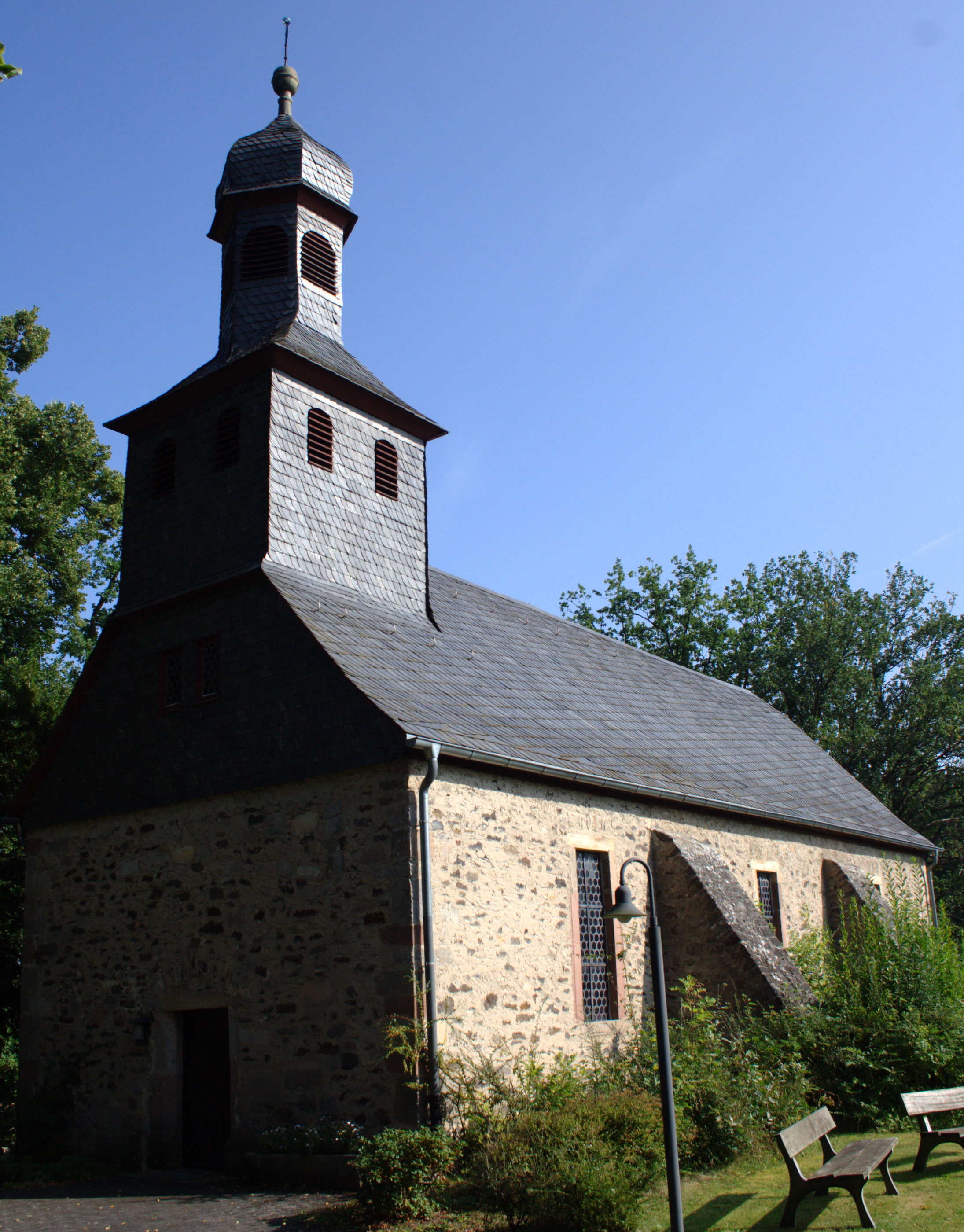
Pfarrkirche Oberrod (Liederbach)

Die evangelische Pfarrkirche Oberrod ist ein denkmalgeschütztes Kirchengebäude, das in Liederbach, einem Stadtteil von Alsfeld im Vogelsbergkreis (Hessen) steht. Die Kirchengemeinde gehört zum Dekanat Vogelsberg in der Propstei Oberhessen der Evangelischen Kirche in Hessen und Nassau.

## Beschreibung
Die im Kern gotische Saalkirche wurde aus Bruchsteinen errichtet. Sie hat einen T-förmigen Grundriss, weil sich an der Nordseite des Kirchenschiffs ein Anbau befindet. Die Südseite des Kirchenschiffs wird von zwei massiven Strebepfeilern gestützt. Beim Umbau 1773 erhielt das schiefergedeckte Satteldach im Westen einen quadratischer Dachturm, in dem eine Kirchenglocke aus dem 13. Jahrhundert hängt. Auf dem Turm sitzt eine Laterne. Der Innenraum wurde 1966 mit einem hölzernen Tonnengewölbe überspannt. Die Kanzel wurde 1773 gebaut. Das Taufbecken stammt aus dem 15. Jahrhundert, ein Kruzifix vom Anfang des 16. Jahrhunderts. Ein Bildnis von Martin Luther von 1818 ist mit Heinrich Hisgen signiert.